# Campina do Simão
Campina do Simão ist ein brasilianisches Munizip in der Mitte des Bundesstaats Paraná. Es hat 3.936 Einwohner (2022), die sich Campineiros do Simão nennen. Seine Fläche beträgt 448 km². Es liegt 1023 Meter über dem Meeresspiegel.

## Etymologie
Der Name des Ortes entstand durch seinen ersten weißen Bewohner, José Simão, besser bekannt als Jeca Simão.
Einst lebte hier José Vicentin, genannt Bépe Vicentin. Er war der einzige Händler im Ort, und die Bevölkerung profitierte schließlich von seinem Handel. Sie beschlossen, ihn zu ehren und nannten den Ort Campina do Bépe, ein Name, der 30 Jahre lang Bestand hatte. Die Familie von Jeca Simão protestierte und der Ort erhielt wieder den Namen Campina do Simão.

## Geschichte

### Besiedlung
Die Besiedlungsbemühungen gehen bis zum Beginn des 20. Jahrhunderts zurück. Auf dem Anwesen von Daniel Bueno am Piquiri lebten viele Eingeborene, und seine Fazenda florierte. Der erste weiße Bewohner war José Simão. Er errichtete auf einer der Lichtungen (portugiesisch: Campina) eine hölzerne Ranch.

### Erhebung zum Munizip
Campina do Simão wurde durch das Staatsgesetz Nr. 11.180 vom 16. November 1995 aus Guarapuava ausgegliedert und in den Rang eines Munizips erhoben. Es wurde am 1. Januar 1997 als Munizip installiert.

## Geografie

### Fläche und Lage
Campina do Simão liegt auf dem Terceiro Planalto Paranaense (der Dritten oder Guarapuava-Hochebene von Paraná). Seine Fläche beträgt 448 km². Es liegt auf einer Höhe von 1023 Metern.

### Geologie und Böden
Die Böden bestehen aus Terra-Roxa, die bis zur Besiedlung mit tropischem Urwald bedeckt waren.

### Vegetation
Das Biom von Campina do Simão ist Mata Atlântica.

### Klima
Das Klima ist warm und gemäßigt. Es werden hohe Niederschlagsmengen verzeichnet (1.883 mm pro Jahr). Die Klimaklassifikation nach Köppen und Geiger lautet Cfb. Im Jahresdurchschnitt liegt die Temperatur bei 17,7 °C.

### Gewässer
Campina do Simão liegt zu zwei Dritteln im Einzugsgebiet des Piquiri, das südwestliche Drittel wird in Richtung Iguaçu entwässert. Der Piquirí entsteht an der östlichen Grenze zu Turvo und Guarapuava aus dem Zusammenfluss von Rio Paiquerê und Rio da Barra.

### Straßen
Campina do Simão ist über die PR-825 (und weiter über die PR-364 und schließlich die BR-277) mit Guarapuava verbunden.

### Nachbarmunizipien
|         | Santa Maria do Oeste                        |            |
|         | Kompassrose, die auf Nachbargemeinden zeigt | Turvo      |
| Goioxim |                                             | Guarapuava |

## Stadtverwaltung
Bürgermeister: André Junior de Paula, PSD (2021–2024)
Vizebürgermeister: Vicente Wognei, PSC (2021–2024)

## Demografie

### Bevölkerungsentwicklung
| Jahr | Einwohner | Stadt | Land |
| ---- | --------- | ----- | ---- |
| 2000 | 4.365     | 29 %  | 71 % |
| 2010 | 4.076     | 34 %  | 66 % |
| 2021 | 3.936     |       |      |

Quelle: IBGE (2011) und Volkszählung 2022

### Ethnische Zusammensetzung
| Gruppe * | 2000    | 2010    | wer sich als …                                                                   |
| --- | ------- | ------- | -------------------------------------------------------------------------------- |
| Weiße | 68,5 %  | 62,0 %  | weiß bezeichnet                                                                  |
| Schwarze | 0,6 %   | 3,8 %   | schwarz bezeichnet                                                               |
| Gelbe | 0,0 %   | 1,5 %   | von fernöstlicher Herkunft wie japanisch, chinesisch, koreanisch etc. bezeichnet |
| Braune | 30,1 %  | 32,7 %  | braun oder als Mischung aus mehreren Gruppen bezeichnet                          |
| Indigene | 0,5 %   | 0,0 %   | Ureinwohner oder Indio bezeichnet                                                |
| ohne Angabe | 0,3 %   | 0,0 %   |                                                                                  |
| Gesamt | 100,0 % | 100,0 % |                                                                                  |
| *) Anmerkung: Das IBGE verwendet für Volkszählungen ausschließlich diese fünf Gruppen. Es verzichtet bewusst auf Erläuterungen. Die Zugehörigkeit wird vom Einwohner selbst festgelegt. |         |         |                                                                                  |

Quelle: IBGE (Stand: 1991, 2000 und 2010)